# 高村镇 (万载县)
高村镇，是中华人民共和国江西省宜春市万载县下辖的一个乡镇级行政单位。

## 行政区划
高村镇下辖以下地区：
高村街社区、高村、上村、新竹村、歧源村、严田村、新联村、大坳村、白泉村、双洞村、同心村、西坑村和黎源村。